# دماغ مقابل

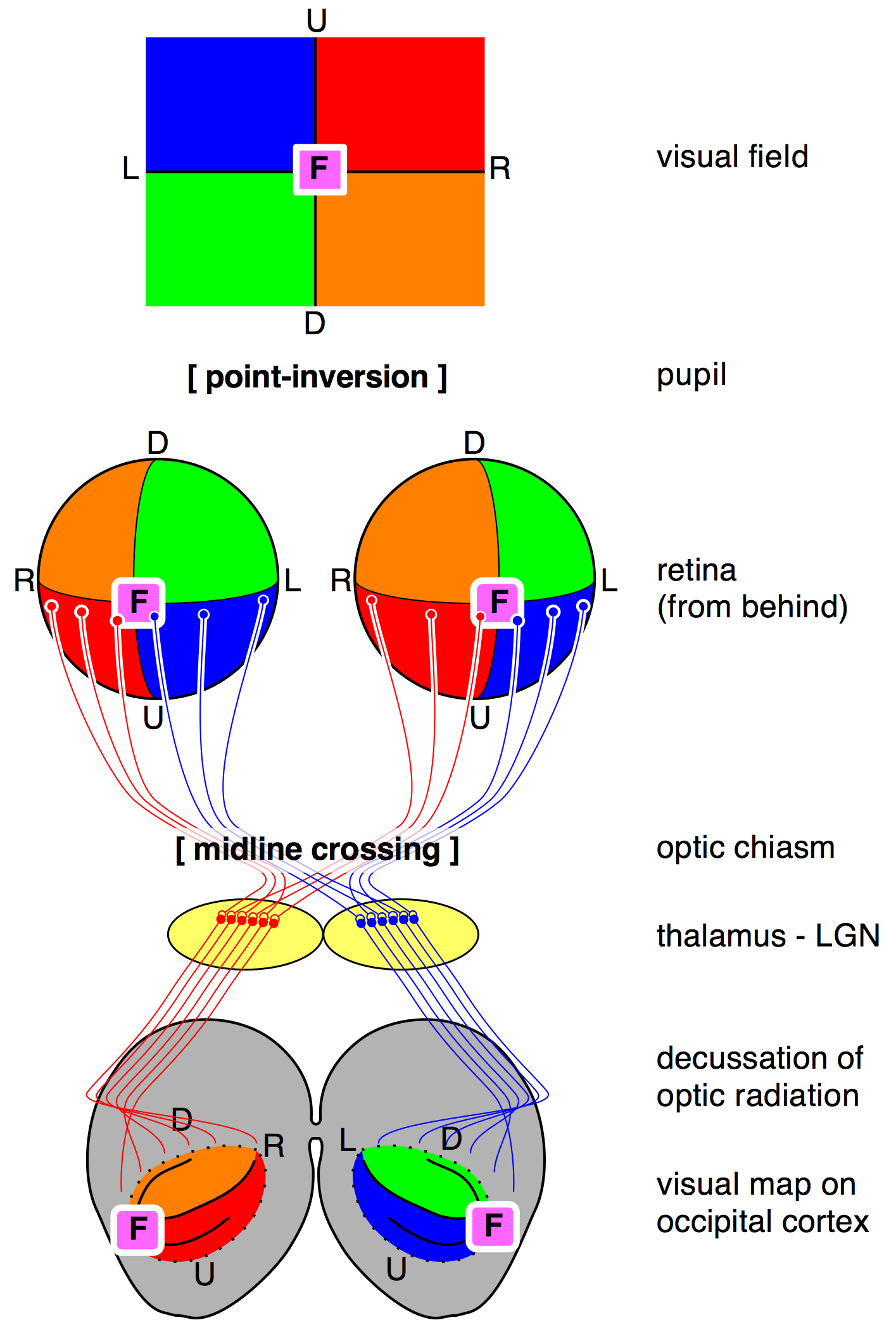
ازدواجية التطابق للدماغ

التنظيم المقابل للدماغ الأمامي (باللاتينية :contra‚ against; latus‚ side; lateral‚ sided) هي الخاصية التي تمثل نصفيّ الكرة المخيِّة والمهاد بشكل أساسي في الجانب المقابل من الجسم. ولذلك، يمثل الجانب الأيسر من الدماغ الأمامي في الغالب الجانب الأيمن من الجسم، والجانب الأيمن من الدماغ يمثل في المقام الأول الجانب الأيسر من الجسم. يشمل التنظيم المقابل على كلًا من الوظائف التنفيذية والحسية (على سبيل المثال، قد تسبب آفة في الجانب الأيسر من الدماغ في حدوث شلل نصفي في الجانب الأيمن). يُوجد التنظيم المقابل في جميع الفقاريات ولكن لا يوجد في اللافقاريات.
وفقًا للنظرية الحالية، يلتوي الدماغ الأمامي حول المحور الطويل للجسم، إذ تحدث مبادلة بين الجانبين الأيسر والأيمن بالإضافة إلى الجانبين الظهري والبطني. (انظر أدناه)

## علم التشريح
من الناحية التشريحية، يتظاهر التنظيم المقابل من خلال تقاطعات رئيسية (بالاعتماد على الترميز اللاتيني للعشرة، «ديكا» كحرف «إكس» كبير) والتصالبات (بعد الحرف اليوناني الكبير «إكس»؛ خي). يشير التقاطع إلى تقاطع حزم من الألياف المحورية العصبية داخل الجهاز العصبي المركزي. نتيجة لمثل هذه التقاطعات: تتقاطع الوصلات الصادرة من المخ إلى العقد القاعدية، والمخيخ والنخاع الشوكي؛ وتتقاطع الوصلات الواردة من النخاع الشوكي، والمخيخ والجسر إلى المهاد. نتيجة لذلك، تمثل الباحات الأولية الحركية، والحسية الجسدية، والسمعية والبصرية في الدماغ الأمامي الجانب المقابل من الجسم بشكل رئيسي.
يظهر اثنان من الأعصاب القحفية التصالبات: (1) تصالب السبيل البصري (أي العصب القحفي II)، الذي ينشأ من العينين ويدخل إلى الخيمة البصرية للدماغ المتوسط؛ و(2) العصب البكري (أي العصب القحفي IV)، الذي ينشأ في الدماغ المتوسط البطني ويعصب واحدة من العضلات الست المسؤولة عن تدوير العين (أي العضلة المائلة العلوية).

### التنظيم المقابل غير مكتمل
على الرغم من وجود التنظيم المقابل في الدماغ الأمامي لدى جميع الفقاريات، إلا أن هذا التقابل غير مكتمل على الإطلاق. تشمل بعض الاستثناءات التي يجدر ذكرها:
- الشم (أي حاسة الشم) هو أحد الاستثناءات الجديرة بالملاحظة. يتصل كل من الفصين الشميين بمراكز من نفس الجانب للمخ الجبهي.
- لدى الأسماك الغضروفية (على سبيل المثال، القرش والورنكية)، يعود فرع من الخيمة البصرية المقابلة فقط إلى المهاد دون فرع من السبيل البصري، إذ يتقاطع السبيل البصري مرتين، ويمثل الدماغ الأمامي العين من نفس الجانب.[2]
- في الأدمغة الكبيرة، تميل بعض الوظائف إلى التفارق بشدة. على سبيل المثال، تقع مناطق اللغة (أي باحتي بروكا وفيرنيكه) في نصف الكرة المخية الأيسر لدى معظم البشر.
- تحتوي غالبية الوصلات الصادرة والواردة للدماغ الأمامي على مكونات ثناية الجانب، وخاصة خارج الباحات الحركية والحسية الأولية. نتيجة لذلك، يمكن تعويض الشلل النصفي المكتسب في سن مبكرة بشكل كامل مع مرور الوقت.[4]